# Isolepis diabolica
Isolepis diabolica là loài thực vật có hoa trong họ Cói. Loài này được (Steud.) Schrad. mô tả khoa học đầu tiên năm 1832.